# Goumori
Goumori är ett arrondissement i kommunen Banikoara i Benin. Den hade 23 286 invånare år 2002.